# 毛杏
毛杏（學名：Prunus sibirica var. pubescens）为山杏的一个变种。

## 扩展阅读
- 維基物種上的相關：毛杏